# 连云港市市立东方医院
连云港市市立东方医院，是中国江苏省的一所医院，为三级医院，位于连云港市连云区中华西路57号。

## 规模
连云港市东方医院总床位202张，日门诊量380人次。